# Атена Манукян
Атена Манукян (вірм. Աթենա Մանուկյան; грец. Αθηνά Μανουκιάν; нар. 22 травня 1994, Афіни, Греція) — вірмено-грецька співачка та авторка пісень. Вона мала представляти Вірменію на пісенному конкурсі Євробачення 2020 з піснею «Chains on You», однак через пандемію коронавірусної хвороби 2019—2020 років конкурс було скасована.

## Життєпис

### Ранні роки
Перший свій досвід у музичній індустрії Манукян отримала у дванадцятирічному віці, коли у 2007 році вона брала участь та перемогла у міжнародному конкурсі талантів «Це те, чого не вистачає» (англ. This Is What’s Missing) телеканалу Alpha TV.
Вже через рік, у 2008 Манукян брала участь у грецькому національному відборі дитячій пісенний конкурс «Євробачення» з піснею «Το Φιλί της Αφροδίτης», де вона посіла сьоме місце.

### Рання кар'єра
Свій перший сингл Манукян вийшов у 2011 році. Композиція під назвою «Party Like A Freak» мала великий успіх на батьківщині співачки, набравши на YouTube більше мільйона переглядів. Пісня двічі була номінована на грецьку музичну премію MAD Video Music Awards.
У 2012 році Атена випустила трек під назвою «I Surrender», який в Греції відразу став хітом літа того року. Через кілька місяців вона випустила ще один сингл «Να Λες Πως Μ' Αγαπάς».
У 2014 році Манукян випустив сингл «XO», який був записаний у Стокгольмі, Швеція, а музичне відео до його було знято у Сіднеї, Австралія. Ця робота мала великий успіх не тільки в Греції, але й у всій Європі, а також в Америці, Австралії та Азії.
У 2018 році вона взяла участь в британському талант-шоу The X Factor.

### «Євробачення 2020»
15 лютого 2020 року відбувся фінал вірменського національного відбору «До Євробачення» (вірм. Դեպի Եվրատեսիլ), в якому Манукян брала участь із піснею «Chains on You». В результаті голосування іноземного журі вона набрала 60 балів, 58 балів у голосуванні вірменського журі та 50 — у SMS-голосуванні. У підсумку вона набрала 168 балів та стала переможницею відбору.  Вона мала виступити в другому півфіналі пісенного конкурсу «Євробачення 2020» 14 травня, однак через пандемію коронавірусної хвороби 2019—2020 років конкурс було скасована.

## Дискографія

### Сингли
Провідні сингли
| Назва                  | Рік  | Альбом                        |
| ---------------------- | ---- | ----------------------------- |
| «I Surrender»          | 2012 | rowspan="4" Сингл без альбому |
| «Να Λες Πως Μ' Αγαπάς» | 2012 |                               |
| «XO»                   | 2014 |                               |
| «Chains on You»        | 2020 |                               |

Як співвиконавець
| Назва                                                    | Рік  | Альбом            |
| -------------------------------------------------------- | ---- | ----------------- |
| «Party Like a Freak» (DJ Kas featuring Athena Manoukian) | 2011 | Сингл без альбому |

## Нагороди
| Рік  | Номінація                   | Категорія                       | Місце            | Підсумок |
| ---- | --------------------------- | ------------------------------- | ---------------- | -------- |
| 2015 | Armenian Pulse Music Awards | Найкраща пісня англійською (XO) | Єреван, Вірменія | Перемога |